# Olivier Sorlin
Pour les articles homonymes, voir Sorlin.
Pour l’article homonyme, voir Olivier Sorlin pour le physicien.
Olivier Sorlin, né le 9 avril 1979 à Saint-Étienne, est un footballeur français qui évolue au poste de milieu de terrain au club de Cluses-Scionzier FC.

## Biographie
Formé à l'ASOA Valence, il joue son premier match professionnel le 13 novembre 1997 lors de la 25e journée de Ligue 2 et marque son premier but le 7 mars 1998 lors d'une victoire trois buts à un contre le Lille OSC. La saison suivante, il prend une place de titulaire indiscutable au sein de la formation mais quitte le club en fin de saison pour rejoindre le Montpellier HSC. C'est là qu'il va se révélé être un grand espoir. Il découvre la Ligue 1 dès la 1re journée en entrant en jeu contre l'Olympique lyonnais. Il prend très vite une place de titulaire au sein de l'équipe montpelliéraine et marque son premier but en Ligue 1 lors de la 4e journée contre l'AS Monaco. Mais en fin de saison, le club termine à la dernière place du championnat et se retrouve relégué en Ligue 2. Il reste toutefois au club, et participe dès la saison suivante à la remontée du club en Ligue 1 grâce à une troisième place qui leur permet de ne rester qu'une seule saison en division inférieure. La saison suivante, il joue la première partie de saison avec le club sudiste avant de rejoindre le stade rennais pendant le mercato hivernal. 
Suivi par le Racing Club de Lens, l'Olympique lyonnais et les Girondins de Bordeaux, il s'engage pour trois saisons et demie et une indemnité de transfert de trois millions d'euros. Il prend immédiatement une place de titulaire et marque dès son premier match dans le club breton dès la 4e minute de jeu contre le FC Sochaux. Il reste quatre saisons au club puis décide de rejoindre l'AS Monaco lors de la saison 2005-2006. Mais l'aventure monégasque tourne court, puisque dès la fin de la première première partie de saison, il retourne au stade rennais où il est un grand artisan des qualifications européennes en 2006-2007 et 2007-2008.
En janvier 2009, après avoir joué plus de 200 matchs sous les couleurs rennaises, il part en Grèce rejoindre le PAOK Salonique d'abord sous forme de prêt puis de transfert définitif. En 2010, Sorlin quitte le PAOK et retourne en France pour le club  de Ligue 2, l'Évian TG. Au terme de la saison, l'ETG est champion de ligue 2 et obtient sa montée dans l'élite pour la toute première fois. La saison suivante, Olivier Sorlin marque le premier but de l'histoire du club en Ligue 1 le 6 août 2011 lors de la première journée de championnat. Le club passe quatre saisons en première division et réussit un beau parcours en coupe de France 2013 atteignant la finale de la compétition avant d'être relégué en ligue 2 en 2015. Sorlin, alors âgé de 36 ans décide de rester dans le club savoyard afin d'apporter son expérience et d'aider le club à remonter au plus vite dans l'élite du foot français.
À la suite de la mise en redressement judiciaire du club haut-savoyard le 2 août 2016, les équipes seniors de l'Évian TG ne repartent pas dans leurs différents championnats pour la saison 2016-2017, Olivier Sorlin s'engage donc avec le FC Annecy (National 2), pour lequel il pourra jouer à compter du 1er octobre 2016. Olivier n’ayant pas accepté la condition d’Annecy, il poursuit sa carrière à Cluses-Scionzier (Régional 1) de 2018 à 2022, avant d'en devenir l'entraîneur.

## Statistiques
| Saison                | Club                     | Championnat           | Championnat | Championnat | Coupe nationale | Coupe nationale | Coupe de la Ligue | Coupe de la Ligue | Compétition(s) continentale(s) | Compétition(s) continentale(s) | Compétition(s) continentale(s) | Total | Total |
| Saison                | Club                     | Division              | M.          | B.          | M.              | B.              | M.                | B.                | Comp.                          | M.                             | B.                             | M.    | B.    |
| 1997-1998             | ASOA Valence             | Division 2            | 13          | 1           | -               | -               | -                 | -                 | -                              | -                              | -                              | 13    | 1     |
| 1998-1999             | ASOA Valence             | Division 2            | 35          | 3           | -               | -               | 1                 | 0                 | -                              | -                              | -                              | 36    | 3     |
| Sous-total            | Sous-total               | Sous-total            | 48          | 4           | -               | -               | 1                 | 0                 | -                              | -                              | -                              | 49    | 4     |
| 1999-2000             | Montpellier HSC          | Division 1            | 28          | 1           | -               | -               | 1                 | 0                 | CI+C3                          | 7+3                            | 2+0                            | 39    | 3     |
| 2000-2001             | Montpellier HSC          | Division 2            | 28          | 3           | -               | -               | 1                 | 0                 | -                              | -                              | -                              | 29    | 3     |
| 2001-2002             | Montpellier HSC          | Division 1            | 13          | 1           | -               | -               | 1                 | 0                 | -                              | -                              | -                              | 14    | 1     |
| Sous-total            | Sous-total               | Sous-total            | 69          | 5           | -               | -               | 3                 | 0                 | -                              | 10                             | 2                              | 82    | 7     |
| 2001-2002             | Stade rennais            | Division 1            | 16          | 4           | 3               | 0               | 2                 | 1                 | -                              | -                              | -                              | 21    | 5     |
| 2002-2003             | Stade rennais            | Ligue 1               | 32          | 0           | 5               | 2               | 1                 | 0                 | -                              | -                              | -                              | 38    | 2     |
| 2003-2004             | Stade rennais            | Ligue 1               | 28          | 3           | 1               | 0               | 1                 | 0                 | -                              | -                              | -                              | 30    | 3     |
| 2004-2005             | Stade rennais            | Ligue 1               | 35          | 3           | 3               | 0               | 1                 | 0                 | -                              | -                              | -                              | 39    | 3     |
| 2005-2006             | AS Monaco                | Ligue 1               | 20          | 1           | 1               | 0               | 2                 | 0                 | C1+C3                          | 2+4                            | 0+0                            | 29    | 1     |
| 2005-2006             | Stade rennais            | Ligue 1               | 13          | 0           | 2               | 0               | 1                 | 0                 | C3                             | 2                              | 0                              | 18    | 0     |
| 2006-2007             | Stade rennais            | Ligue 1               | 32          | 0           | -               | -               | 1                 | 0                 | -                              | -                              | -                              | 33    | 0     |
| 2007-2008             | Stade rennais            | Ligue 1               | 33          | 0           | 2               | 0               | 2                 | 0                 | -                              | -                              | -                              | 37    | 0     |
| 2008-2009             | Stade rennais            | Ligue 1               | -           | -           | -               | -               | 2                 | 0                 | CI+C3                          | 1+1                            | 0+0                            | 4     | 0     |
| Sous-total            | Sous-total               | Sous-total            | 189         | 11          | 17              | 2               | 12                | 1                 | -                              | 4                              | 0                              | 222   | 14    |
| 2008-2009             | PAOK Salonique           | Super League          | 17          | 1           | 3               | 0               | -                 | -                 | -                              | -                              | -                              | 20    | 1     |
| 2009-2010             | PAOK Salonique           | Super League          | 29          | 2           | 2               | 0               | -                 | -                 | C3                             | 2                              | 0                              | 33    | 2     |
| 2010-2011             | PAOK Salonique           | Super League          | 1           | 0           | -               | -               | -                 | -                 | C1+C3                          | 2+2                            | 0+0                            | 5     | 0     |
| Sous-total            | Sous-total               | Sous-total            | 47          | 3           | 5               | 0               | -                 | -                 | -                              | 6                              | 0                              | 58    | 3     |
| 2010-2011             | Évian Thonon Gaillard FC | Ligue 2               | 30          | 1           | 4               | 0               | -                 | -                 | -                              | -                              | -                              | 34    | 1     |
| 2011-2012             | Évian Thonon Gaillard FC | Ligue 1               | 33          | 2           | 2               | 0               | -                 | -                 | -                              | -                              | -                              | 35    | 2     |
| 2012-2013             | Évian Thonon Gaillard FC | Ligue 1               | 36          | 0           | 5               | 0               | 1                 | 0                 | -                              | -                              | -                              | 42    | 0     |
| 2013-2014             | Évian Thonon Gaillard FC | Ligue 1               | 37          | 0           | -               | -               | 3                 | 0                 | -                              | -                              | -                              | 40    | 0     |
| 2014-2015             | Évian Thonon Gaillard FC | Ligue 1               | 30          | 1           | 2               | 0               | 1                 | 0                 | -                              | -                              | -                              | 33    | 1     |
| 2015-2016             | Évian Thonon Gaillard FC | Ligue 2               | 34          | 0           | 3               | 0               | 1                 | 0                 | -                              | -                              | -                              | 38    | 0     |
| Sous-total            | Sous-total               | Sous-total            | 200         | 4           | 16              | 0               | 6                 | 0                 | -                              | -                              | -                              | 222   | 4     |
| 2016-2017             | FC Annecy                | CFA                   | 7           | 0           | -               | -               | -                 | -                 | -                              | -                              | -                              | 7     | 0     |
| 2017-2018             | FC Annecy                | National 2            | 21          | 0           | 1               | 0               | -                 | -                 | -                              | -                              | -                              | 22    | 0     |
| Sous-total            | Sous-total               | Sous-total            | 28          | 0           | 1               | 0               | -                 | -                 | -                              | -                              | -                              | 29    | 0     |
| Total sur la carrière | Total sur la carrière    | Total sur la carrière | 601         | 28          | 40              | 2               | 24                | 1                 | -                              | 26                             | 2                              | 691   | 33    |

## Palmarès

### En club
Avec le Montpellier Hérault Sport Club, il remporte la Coupe Intertoto en 1999. Pendant son passage en Grèce, il ne remporte pas de titre mais est vice-champion de Grèce en 2010 sous les couleurs du PAOK Salonique.
De retour en France à l'Évian Thonon-Gaillard, il est champion de France de ligue 2 en 2011 avant d'être finaliste de la coupe de France en 2013.

### En sélection
Il est finaliste du championnat d'Europe espoirs en 2002.

### Distinctions personnelles
Sur le plan individuel, il est dans l'équipe type de Ligue 2 des Trophées UNFP du football de la saison 2010-2011 alors qu'il joue à l'Évian Thonon Gaillard Football Club et dans l'équipe type des 10 ans du Football Croix-de-Savoie 74 élue par les lecteurs du Dauphiné libéré en 2013.